# Boban Jović
Boban Jović (* 25. Juni 1991 in Celje) ist ein slowenischer Fußballspieler.

## Karriere

### Verein
Jović durchlief die Nachwuchsabteilung von NK Šampion Celje, dem Verein seiner Heimatstadt Celje. Anschließend wechselte er in die Jugend von NK Aluminij und gehörte hier 2009 dem Profikader an. Noch im gleichen Jahr wurde er vom NK Maribor verpflichtet. Hier etablierte er sich schnell zum Stammspieler.
2015 setzte er mit seinem Wechsel zu Wisła Krakau seine Karriere im Ausland fort. Zur Rückrunde der Spielzeit 2016/17 wechselte er in die türkische Süper Lig zu Bursaspor und wurde von diesem für die Saison 2017/18 an Śląsk Wrocław ausgeliehen. Im Februar 2019 löste er seinen Vertrag mit Bursaspor auf.

### Nationalmannschaft
Jović startete seine Nationalmannschaftskarriere 2006 mit einem Einsatz für die slowenische U-16-Nationalmannschaft. Anschließend setzte er seine Karriere mit Einsätzen für die slowenische U-17-, U-19- U-21- und die A-Nationalmannschaft fort.

## Persönliches
Die Eltern von Boban Jović sind Serben aus Bosnien.